# Сон (альбом)
Сон — другий студійний альбом українського рок-гурту Обійми Дощу, представлений 17 листопада 2017 року.

## Про альбом
Альбом складається з 11 композицій сумарною протяжністю 72 хвилини, а над його записом працювало 15 музикантів, включаючи струнний квартет, 10 звукоінженерів на 7 студіях у трьох містах. Всього на запис було витрачено близько 200 годин. Альбом автори характеризують як складну, але неймовірно мелодійну, поетичну рок-музику з витонченими струнними аранжуваннями та елементами прогресивного року, неокласики, неофолку та пост-року. З офіційної сторінки релізу:
|  | Пісні з альбому — це розповідь про боротьбу та труднощі, з якими стикається людина в сучасному урбаністичному та глобалізованому світі, подорож від найнижчої точки падіння до вільного польоту, від смерті до переродження. “Сон” — це метафора життя, в яке не віриш до кінця, сприймаєш як ілюзію… Але “прокинувшись від нього, ніколи не заснути знов”. |

Над зведенням альбому працював Брюс Сурд — британський музикант та саунд-продюсер, лідер гурту The Pineapple Thief, також відомий співпрацею з такими грандами сучасного прогресивного року, як Opeth, Anathema, Katatonia, Riverside, Tesseract та Blackfield.
Альбом був записаний гуртом на власний кошт, і доступний для вільного завантаження в інтернеті. На офіційній сторінці написано:
|  | Не зважаючи на те, чого нам коштувало створення цього альбому, ми ділимось їм з вами безкоштовно. Взамін ми просимо вас допомогти нам бути почутими, поділившись альбомом з друзями особисто та у соц. мережах, написавши рецензію на улюбленому музичному сайті, залишаючи коментарі та лайки. Без вас ми не впораємось. |

## Список композицій
| #       | Назва            | Тривалість |
| ------- | ---------------- | ---------- |
| 1.      | «Остання мить»   | 8:36       |
| 2.      | «Крила»          | 10:09      |
| 3.      | «Разом»          | 7:32       |
| 4.      | «Темна ріка»     | 11:08      |
| 5.      | «Назустріч тиші» | 4:10       |
| 6.      | «Кімната»        | 5:13       |
| 7.      | «Інтерлюдія»     | 1:22       |
| 8.      | «Сон»            | 7:12       |
| 9.      | «Земле моя мила» | 5:06       |
| 10.     | «Новий початок»  | 4:33       |
| 11.     | «Янгол»          | 7:25       |
| 1:12:16 |                  |            |

## Альбом створювали

#### Обійми Дощу
- Володимир Агафонкін — вокал, акустична гітара, музика (1–6, 8, 9), тексти (2, 3, 6, 8, 9)
- Микола Кривонос — бас-гітара, музика (7, 10, 11), тексти (1, 4, 11), саунд-продюсування, хоровий спів (9), перкусія (10)
- Олексій Катрук — електрогітари
- Олена Нестеровська — альт
- Ярослав Гладилін — ударні, перкусія
- Євгеній Дубовик — клавішні, фортепіано

Аранжування — Обійми Дощу.
Струнні аранжування — Володимир Агафонкін, Микола Кривонос, Олена Нестеровська.
Обкладинка альбому — Володимир Агафонкін та Микола Кривонос, модель — Олена Нестеровська.

#### Запрошені музиканти
- Кирило Бондар — скрипка
- Анастасія Шипак — скрипка
- Андрій Александров — віолончель (1, 2, 4, 5, 9, 10)
- Артем Замков — віолончель (1, 3, 4, 11)
- Борис Ходорковський — саксофон (1, 10), флейти (2, 4, 6, 11)
- Ольга Скрипова — вокал (11), бек-вокал
- Сергій Гризлов — соло-гітара (11)
- Олександра Кривонос — хоровий спів (9)
- Максим Хомякевич — хоровий спів (9)

#### Запис та робота над звуком
- Брюс Сурд (The Pineapple Thief) — зведення
- Стів Кітч (Audiomaster, The Pineapple Thief) — мастерінг
- Іван Лубяний (JustStudio) — запис електрогітар та акустичних гітар
- Олексій Бурков (JustStudio) — запис електрогітар
- Артем Бондаренко (JustStudio) — запис бас-гітар
- Вадим Лазарев (LipkyZvukozapys, 5 Vymir) — запис вокалу та електрогітар
- Денис Ямбор (Bambrafone в ЗвукоЦехе) — запис струнних
- Віталій Кандиба (Different Sound) — запис ударних
- Ігор Рабинович (RY Records) — запис саксофону та флейт
- Антон Блащук (Soundplant Studio) — запис конґи